# Дорошенко, Трофим Тихонович
Трофим Тихонович Дорошенко (1907—1970) — сержант Рабоче-крестьянской Красной Армии, участник Великой Отечественной войны, Герой Советского Союза (1943).

## Биография
Трофим Дорошенко родился в 1907 году в Хабаровске в рабочей семье. Окончил неполную среднюю школу, после чего проживал и работал в селе Николаевка (ныне — посёлок в Смидовичском районе Еврейской автономной области). В 1922 году участвовал в сражении у Волочаевки, затем служил в Амурской военной флотилии. После демобилизации работал в народном хозяйстве. В 1942 году Дорошенко был повторно призван в армию. С марта 1943 года — на фронтах Великой Отечественной войны. К сентябрю 1943 года гвардии сержант Трофим Дорошенко был помощником командира взвода 203-го гвардейского стрелкового полка 70-й гвардейской стрелковой дивизии 13-й армии Центрального фронта. Отличился во время битвы за Днепр.
В ночь с 20 на 21 сентября 1943 года Дорошенко со своим взводом переправился через Днепр в районе села Теремцы Чернобыльского района Киевской области, а затем, перейдя в наступление, переправился через Припять и пробрался во вражеский тыл. 23 сентября взвод отразил две мощных немецких контратаки.
Указом Президиума Верховного Совета СССР от 16 октября 1943 года гвардии сержант Трофим Дорошенко был удостоен высокого звания Героя Советского Союза с вручением ордена Ленина и медали «Золотая Звезда» за номером 2789.
После окончания войны Дорошенко был демобилизован. Проживал и работал в Тамбове. Скончался 11 февраля 1970 года.
Был также награждён орденом Красной Звезды и рядом медалей.

## Память
В 2015 году его имя было увековечено на отдельном гранитном пилоне Аллеи Героев в Сквере Победы в Биробиджане.